# Nachane
Nachane é uma vila no distrito de Ratnagiri, no estado indiano de Maharashtra.

## Demografia
Segundo o censo de 2001, Nachane tinha uma população de 9236 habitantes. Os indivíduos do sexo masculino constituem 52% da população e os do sexo feminino 48%. Nachane tem uma taxa de literacia de 79%, superior à média nacional de 59.5%: a literacia no sexo masculino é de 82% e no sexo feminino é de 76%. Em Nachane, 12% da população está abaixo dos 6 anos de idade.